# Louis-Anselme Longa
Louis-Anselme Longa (n. 4 aprilie 1809, Mont-Marat, Aquitaine, Franța – d. 13 decembrie 1869, Mont-de-Marsan, Aquitaine, Franța) a fost un pictor francez care a realizat picturi de gen în stil academic. De asemenea, a creat numeroase picturi bisericești, dar este cunoscut mai ales pentru lucrările sale orientaliste.

## Biografie
A studiat desenul la Paris cu Paul Delaroche și a expus pentru prima dată la Salon⁠(d) în 1835. Inițial, se pare că a fost atras de stilul trubador.
În 1841, a fost angajat de „Commission d’exploration scientifique d’Algérie” și angajat ca pictor și asistent de desenator pentru a însoți o expediție. A mers mai întâi la Alger, dar și-a desfășurat cea mai mare parte a activității în regiunea din jurul orașului Constantina, care fusese recent ocupat de trupele franceze. În cele din urmă, 138 de portrete și scene au fost finalizate și predate lui Jean-de-Dieu Soult, președintele Comisiei. Ele se află în prezent în posesia Muzeului Național de Istorie Naturală. În ceea ce privește portretele sale, Longa a fost acuzat de superiorul său, colonelul Bory de Saint-Vincent⁠(d), că s-a îndepărtat de la intenția științifică și didactică inițială, dar abordarea lui Longa a fost apărată de Soult. 
Din 1843 până în 1847, unele dintre cele mai notabile picturi au fost prezentate la Salon. Experiențele și desenele sale au fost, de asemenea, transformate într-un „raport”, publicat de noua revistă L'Illustration, cu un text de Alphonse Castaing (1822-1888).
S-a întors definitiv la Mont-de-Marsan în 1848 și și-a deschis un atelier. O mare parte din timp a fost petrecut creând promoții și decorațiuni pentru evenimente locale sau pentru celebrități aflate în vizită. În 1866, a fost numit profesor de design la recent deschisul „Lycée Impérial de Mont-de-Marsan” (rebotezat ulterior în onoarea lui Victor Duruy⁠(d)) și a rămas acolo până la moartea sa.
Pe lângă activitatea sa din Algeria, a pictat numeroase portrete și a realizat decorațiuni în mai multe biserici, în special cele din orașul său natal, Geloux, Tartas, Maillères și Uchacq-et-Parentis. De foarte multe ori, însă, atribuirea unor detalii specifice este dificilă, iar unele lucrări ar fi putut fi realizate împreună cu fratele său Louis-François, un orfevru și pictor amator.

## Selecție de picturi

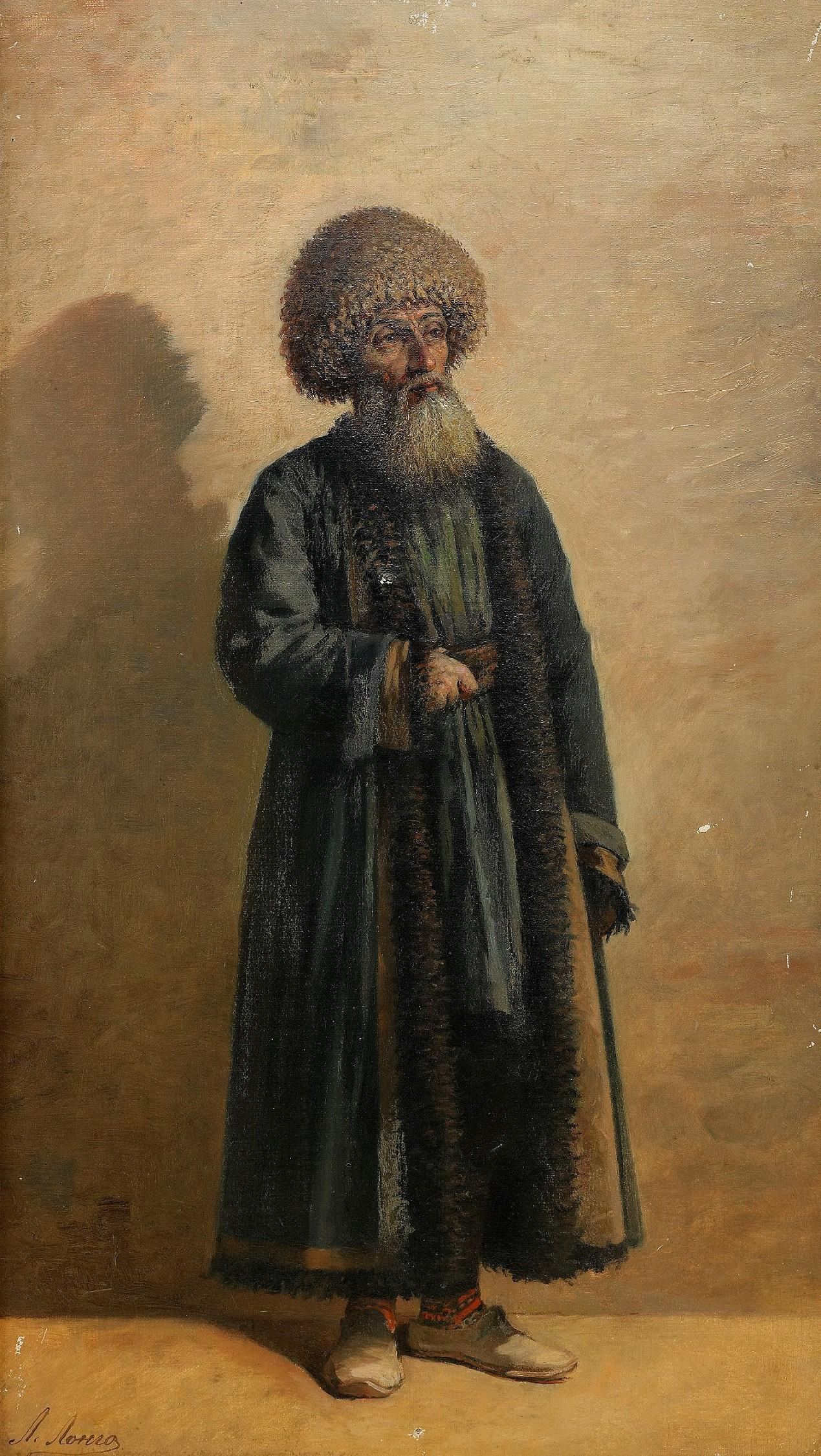
Un bătrân
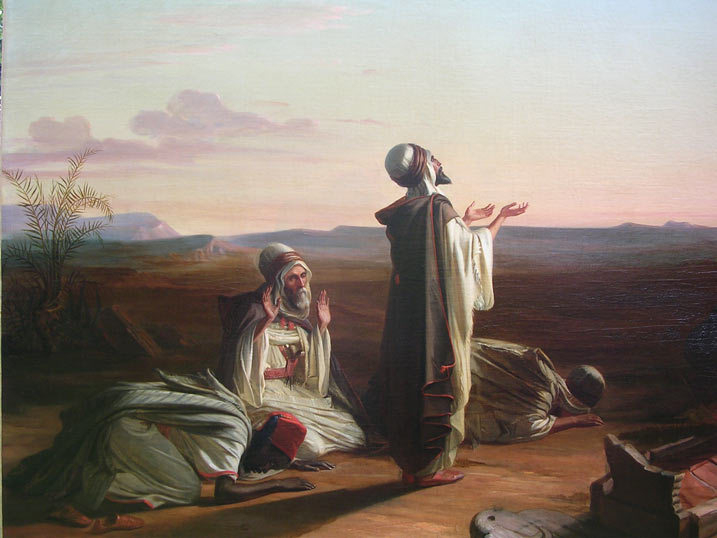
Rugăciune în Orient
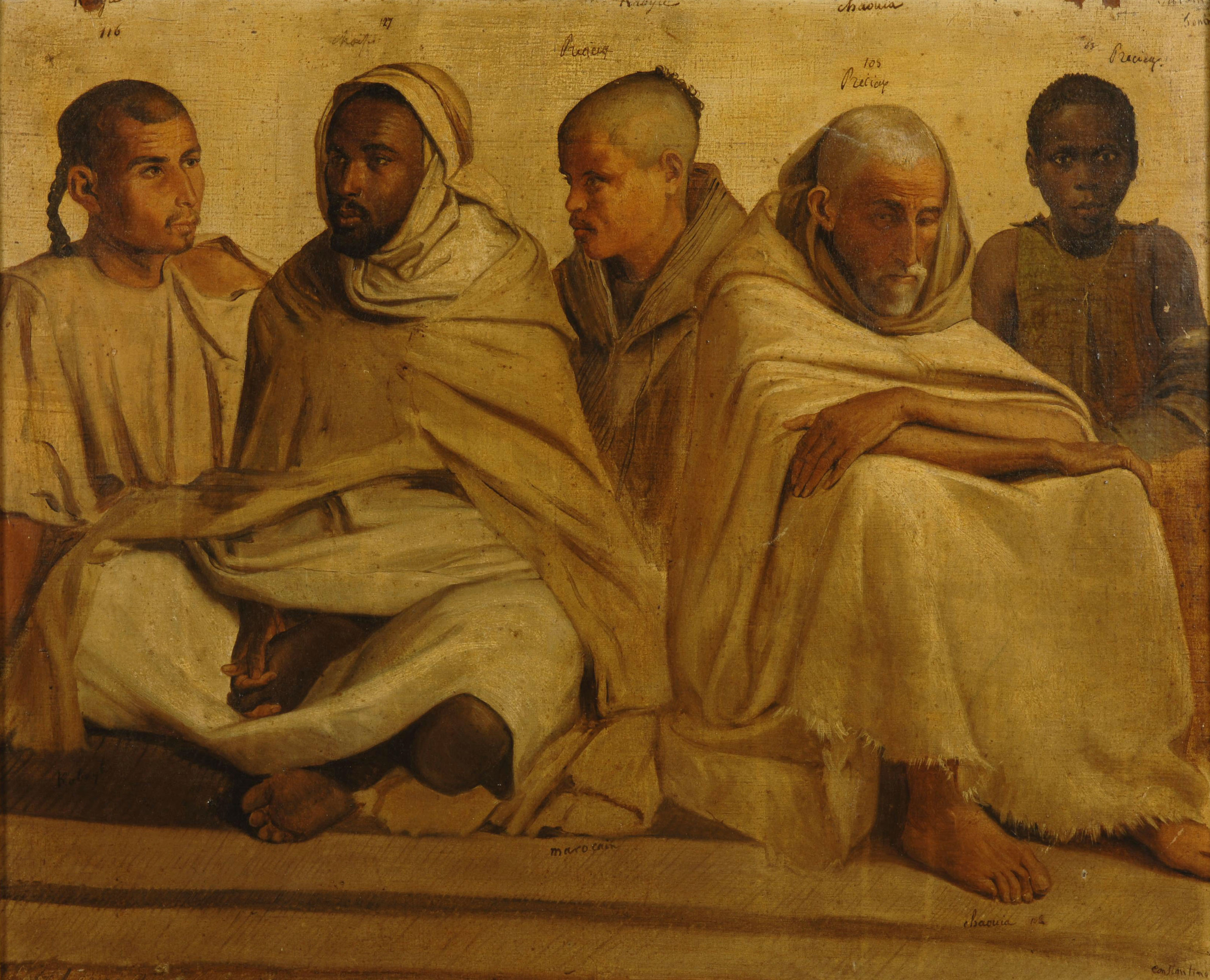
Portrete algeriene
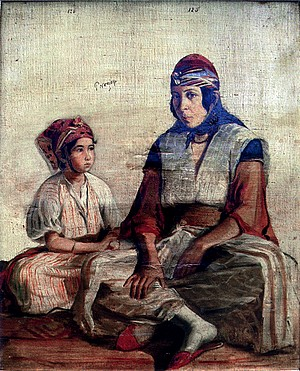
Ouerda și fiica ei
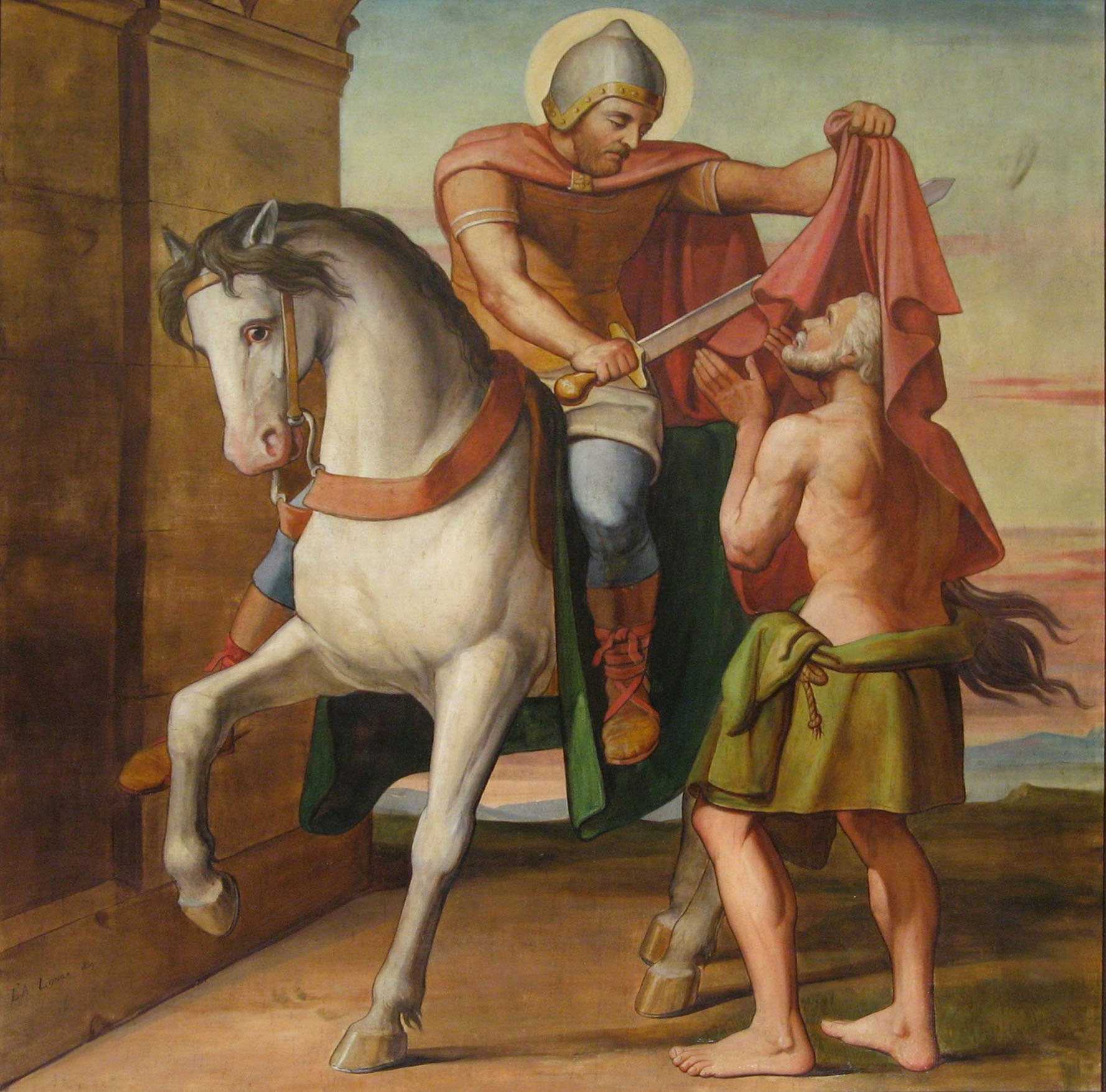
Binefacerea Sfântului Martin